# 阪神間

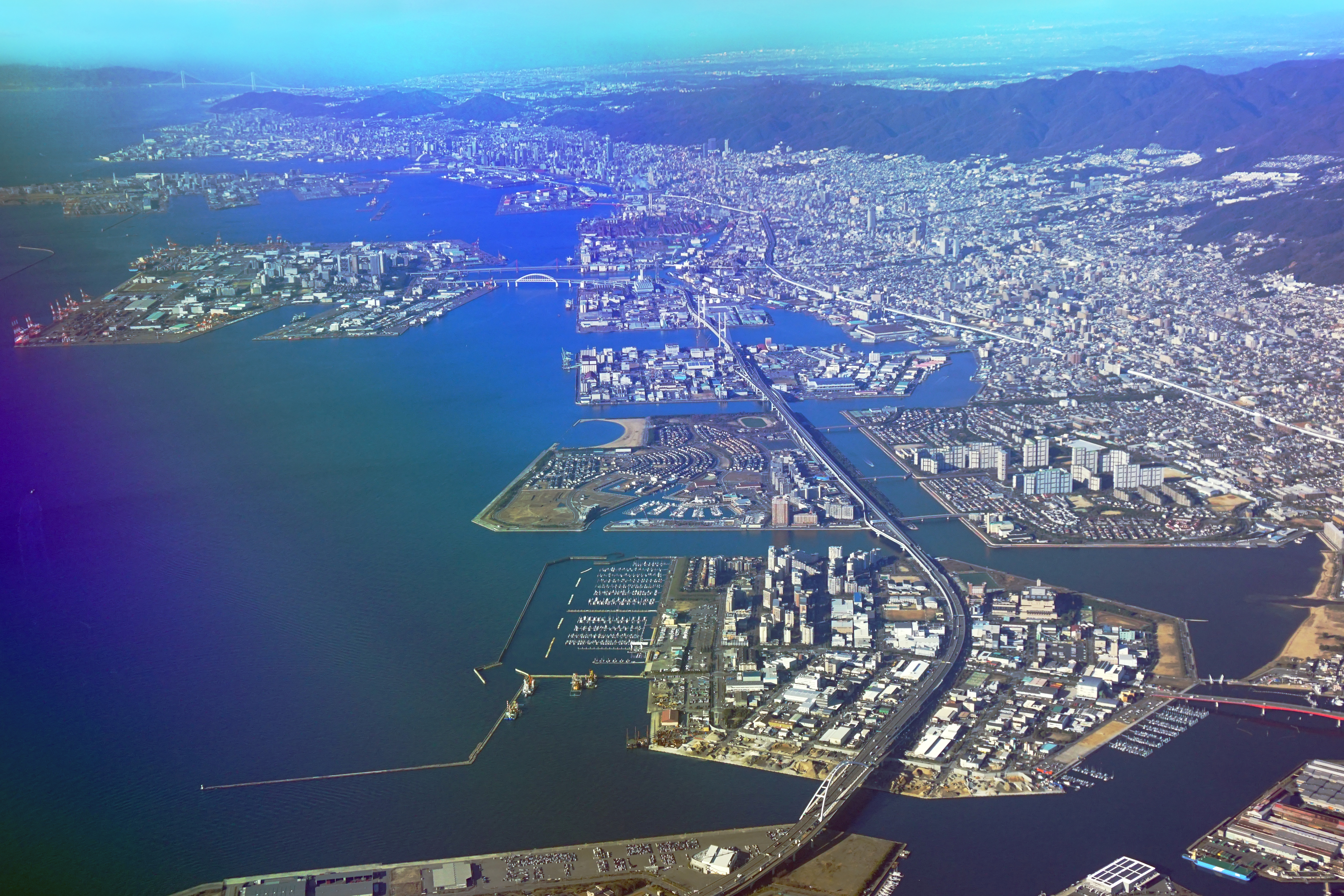
左手奥に六甲山地、手前から新西宮ヨットハーバー、ベルポート芦屋、六甲アイランド、ポートアイランド

阪神間（はんしんかん）は日本の兵庫県南東部に位置し、同県の県庁所在地である神戸市と大阪府の府庁所在地である大阪市に挟まれた地域。阪神都市圏に属する。

## 定義

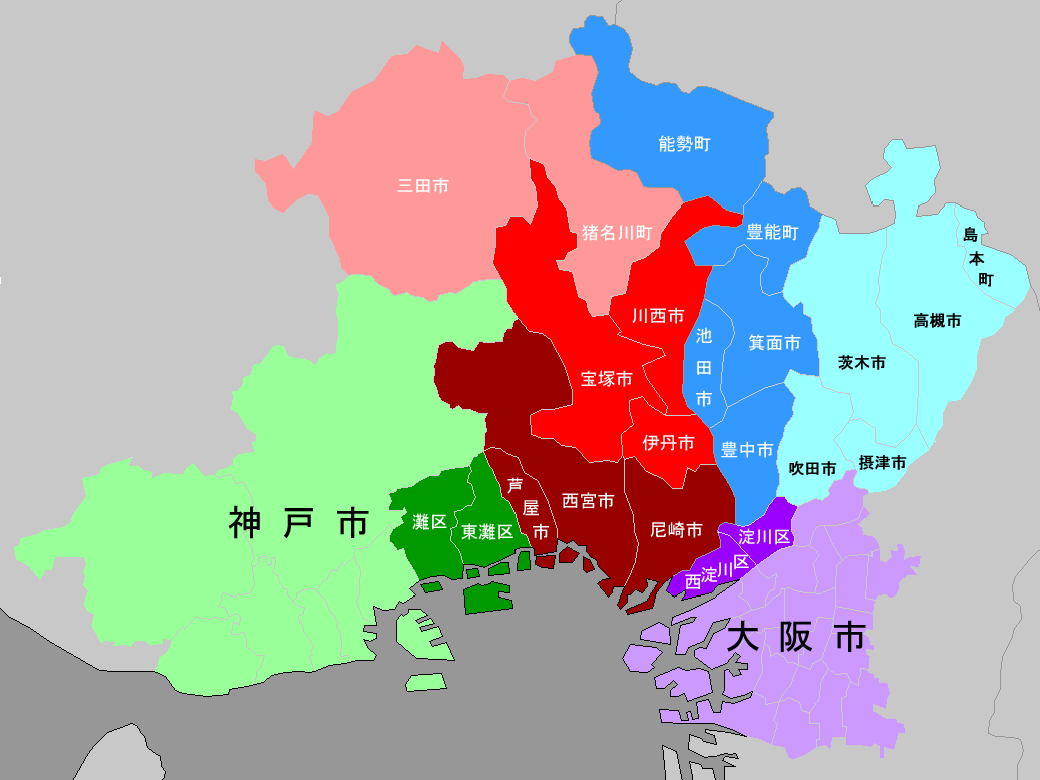
阪神間の地図。濃い赤は阪神南県民センター管内（最も狭い定義）、赤（一般的な定義）と桃色（稀に阪神間から除外される区域）は阪神北県民局管内（兵庫県側の「北摂地域」）。濃い緑色は神戸市へ、濃い紫色は大阪市へそれぞれ編入されている歴史上の阪神間に含まれた地域。青は大阪府の豊能地域（水色の三島地域と併せて「北摂地域」と呼ばれる）。

兵庫県の地域区分では西宮市・尼崎市・芦屋市の3市が阪神南県民センター（旧県民局）、宝塚市・三田市・伊丹市・川西市・川辺郡猪名川町の4市1町が阪神北県民局の管轄区域とされており両区域を合わせた7市1町が「阪神間」、もしくは「阪神地域」と定義されている。両組織の管内は、1975年から2001年までは尼崎市に本局を置く阪神県民局（第1次）の管轄下にあったが阪神南・阪神北に分割された後、阪神南は尼崎市と西宮市の中核市移行により県から大半の業務が移譲されたため、規模を縮小した県民センターに改組された。両組織は2022年度を目処に阪神県民局（第2次）として再統合され、伊丹市に本局を設置する予定である。
「間」を付けず「阪神」とする場合は阪神工業地帯のように神戸市および大阪市を含めた定義とされる場合があり、この場合は広義の「阪神」に当たる。最も狭い定義では阪神南県民センターの管轄区域である西宮・尼崎・芦屋の3市のみを指す場合がある。なお、気象庁が発表する気象情報の二次細区分域では神戸市全域も含めた8市1町が「阪神」地域とされている。
兵庫県の県庁所在地である神戸市を省略した「神」でなく大阪市を省略した「阪」が先に来る理由は、一般に「京都に近い順」だからとされている。「阪神」の順序が確立されたのは明治中期と見られ、阪神電気鉄道が1899年（明治32年）に「摂津電気鉄道株式会社」として設立される以前には社名を「神阪電気鉄道」とする案が存在していた。
1929年に武庫郡西郷町・西灘村・六甲村が、1950年に御影町・住吉村・魚崎町・本庄村・本山村がそれぞれ神戸市へ編入されるまではこれらの地域も「阪神間」に含まれていたが、現在は神戸市灘区および東灘区となっているため、現在の「阪神間」には含めないのが一般的である。同様に、現在は大阪市西淀川区となっている旧西成郡稗島町・福村・千船町・川北村など阪神本線の沿線一帯も大阪市への編入までは「阪神間」に含まれる場合があった。

### 関係する地域区分
阪神間と重複ないし関係する地域区分には以下のようなものがある。
西摂（せいせつ）
摂津国の西側。川辺郡・有馬郡・武庫郡・菟原郡・八部郡の5郡で、このうち菟原郡と八部郡は1896年（明治29年）に武庫郡へ編入された。廃藩置県では1869年（明治2年）に川辺郡のみが摂津県→豊崎県の管轄となり他の4郡が兵庫県（第1次）に属したが、豊崎県は同年内に全域が兵庫県へ編入され1871年（明治4年）に川辺郡以外の7郡（西成郡・東成郡・住吉郡・豊島郡・能勢郡・島上郡・島下郡）が複数回に分けて兵庫県から大阪府（設置当初は現在の大阪市域の中心部に当たる大坂三郷のみで形成されていた）へ譲られている。
大大阪（だいおおさか）
大阪市が周辺の町村を編入して市域を拡大し、東京市を抜いて全国一の人口となった1925年（大正14年）から昭和初期の繁栄期を「大大阪時代」と称する。この時期には隣接する兵庫県の川辺郡全域と武庫郡の大半（当時の神戸市域より西に位置した旧八部郡の須磨町・山田村を除く）も広義の大阪都市圏として「大阪」に含める場合があった。武庫郡鳴尾村（現在の西宮市）にある甲子園球場をホームグラウンドとする阪神タイガースが球団設立当初は「大阪タイガース」を称し、甲子園球場内に移転するまで大阪市に球団事務所を置いていたのもそのためである。しかし、大阪近郊には川辺郡小浜村（現在の宝塚市）の宝塚球場をホームグラウンドとする阪急軍や堺市の中百舌鳥球場をホームグラウンドとする南海軍もあったので、大阪タイガースは1961年に正式名称を現在の「阪神タイガース」に改称する以前から「大阪」でなく親会社である阪神電気鉄道の名前を取った「阪神」と通称されていた。
北摂（ほくせつ）、丹有（たんゆう）
「北摂」は摂津国の北部。広義では阪神北県民局管内の4市1町、狭義では三田市1市か川西市・猪名川町を含めた2市1町を指す。大阪府にも現在または過去の豊能郡（旧豊島郡・能勢郡）と三島郡（旧島上郡・島下郡）に当たる地域を「北摂」とする地域区分がある。
「丹有」は「丹波・有馬」の略で、主に旧有馬郡の北部に当たる三田市とかつて丹波国の西部（多紀郡・氷上郡）だった丹波篠山市および丹波市を同一エリアとして「阪神間」と別のエリアに区分する際に使われるが、大部分が旧有馬郡に属した神戸市北区（武庫郡山田村・美嚢郡淡河村に属した地域を除く）や西宮市北部（山口・名塩・生瀬、旧山口村・塩瀬村）は含まれない。「丹有」は県立高校の旧学区など教育関連で使われることが多いが、旧有馬郡に属さない市町（主に猪名川町、ごく稀に川西市・宝塚市・伊丹市）も含める場合は「北摂・丹波」とされる場合もある。

### 市外局番、その他
芦屋市の全域と宝塚市の大部分、西宮市の塩瀬地区は「0797」、西宮市の大部分、宝塚市の仁川地区は「0798」を使用しているが、これらの地区は市外局番が異なるものの同一MA（西宮MA）のため、相互通話には市内料金が適用される。
尼崎市全域と伊丹市の一部（大阪国際空港近辺）は大阪市や豊中市、吹田市、守口市などと同じ「06」、川西市および猪名川町の全域と伊丹市の大部分、宝塚市の一部は堺市を始め大阪府の大半と共通の「072」が使用される。
伊丹市と豊中市は一部事務組合の豊中市伊丹市クリーンランドを設立し、府県境を越えてごみ処理事業を共同で行っている。
猪名川を挟んだ両岸に当たる川西市と池田市では、隔年ごとに「猪名川花火大会」を両市の持ち回りで開催している。また、両市では2015年から互いの住民に対して図書館の相互貸し出しを実施している。

## 選挙区・議会
参議院の地方区は全域が兵庫県選挙区に含まれるため省略。

### 衆議院
1994年（平成6年）の公職選挙法改正により小選挙区比例代表並立制が導入されて以降の選挙区の変遷は下記の通りである。2017年（平成29年）に一票の格差是正のため小選挙区の区割り変更が実施され、第48回総選挙執行分から以下の区割りが適用されている。
| 市町     | 区域                           | 現行（第48回総選挙から適用） | 第41回 - 第47回総選挙で適用 | 中選挙区（第23回 - 第40回） |
| -------- | ------------------------------ | ---------------------------- | --------------------------- | --------------------------- |
| 三田市   | 三田市                         | 兵庫5区                      | 兵庫5区                     | 兵庫2区（定数5）            |
| 猪名川町 |                                | 兵庫5区                      | 兵庫5区                     | 兵庫2区（定数5）            |
| 川西市   | 北部（旧東谷村）               | 兵庫5区                      | 兵庫6区                     | 兵庫2区（定数5）            |
| 川西市   | 南部（旧川西町・多田村）       | 兵庫6区                      | 兵庫6区                     | 兵庫2区（定数5）            |
| 伊丹市   |                                | 兵庫6区                      | 兵庫6区                     | 兵庫2区（定数5）            |
| 宝塚市   |                                | 兵庫6区                      | 兵庫6区                     | 兵庫2区（定数5）            |
| 芦屋市   | 芦屋市                         | 兵庫7区                      | 兵庫7区                     | 兵庫2区（定数5）            |
| 西宮市   | 南部（旧武庫郡域）             | 兵庫7区                      | 兵庫7区                     | 兵庫2区（定数5）            |
| 西宮市   | 北部（旧有馬郡山口村・塩瀬村） | 兵庫2区                      | 兵庫7区                     | 兵庫2区（定数5）            |
| 尼崎市   | 尼崎市                         | 兵庫8区 ※変更なし            | 兵庫8区                     | 兵庫2区（定数5）            |

- 現行の兵庫2区には神戸市兵庫区、長田区、北区を、5区には但馬県民局と丹波県民局の管内をそれぞれ含む。
- 中選挙区時代の兵庫2区には淡路島・沼島（洲本市、津名郡、三原郡）を含む。

### 兵庫県議会
兵庫県議会の選挙区と定数は以下の通りである。川西市と川辺郡（猪名川町）が合同で1選挙区とされている以外は、1市単独で1選挙区となっている。
| 選挙区         | 定数 |
| -------------- | ---- |
| 尼崎市         | 7    |
| 西宮市         | 7    |
| 芦屋市         | 1    |
| 伊丹市         | 3    |
| 宝塚市         | 3    |
| 川西市・川辺郡 | 3    |
| 三田市         | 2    |

### 市町議会
カッコ内は定数。
- 尼崎市議会（42）
- 西宮市議会（41）
- 芦屋市議会（21）
- 伊丹市議会（28）

- 宝塚市議会（26）
- 川西市議会（26）
- 三田市議会（22）
- 猪名川町議会（16）

## 交通
ここでは阪神南県民センター・阪神北県民局管内の7市1町に関係するものを挙げる。ナンバープレートは全域で「神戸」ナンバーが交付される。

### 航空
- 大阪国際空港（伊丹空港）

### 鉄道
各路線の鉄道駅については個別の路線記事を参照のこと。
- 西日本旅客鉄道
  - 東海道本線（JR神戸線）
  - 福知山線（JR宝塚線）
- 阪神電気鉄道
  - 本線
  - 阪神なんば線
- 阪急電鉄
  - 神戸本線
    - 伊丹線
    - 今津線
    - 甲陽線

  - 宝塚本線

- 能勢電鉄
  - 妙見線
  - 日生線
- 神戸電鉄
  - 三田線
    - 公園都市線

大阪モノレールの大阪空港駅は敷地の一部が伊丹市に属するが、駅の住所は大阪府豊中市となっている。

### 路線バス
- 阪急バス
- 阪神バス - 2016年（平成28年）3月に廃止された尼崎市交通局の全路線を譲受
  - 尼崎交通事業振興 - 一部路線を受託
- みなと観光バス
- 神姫バス
- 伊丹市交通局

### 道路
高速道路
- 名神高速道路 （豊中IC） - 尼崎IC - 西宮IC - （阪神高速に合流）
- 新名神高速道路 （箕面とどろみIC） - 川西IC - 宝塚北SA/スマートIC - （神戸JCT）※山陽道・中国道と接続
- 中国自動車道 （中国池田IC） - 伊丹市 - 宝塚IC - 西宮北IC - （神戸JCT） - 神戸三田IC - （吉川JCT）
- 舞鶴若狭自動車道 （吉川JCT）- 三田西IC - (丹南篠山口IC)

都市高速道路
- 阪神高速3号神戸線
- 阪神高速5号湾岸線
- 阪神高速7号北神戸線
- 阪神高速11号池田線

国道
- 国道2号 （大阪市） - 尼崎市 - 西宮市 - 芦屋市 - （神戸市東灘区）
- 国道43号 （大阪市） - 尼崎市 - 西宮市 - 芦屋市 - （神戸市東灘区）
- 国道171号 （豊中市） - 伊丹市 - 尼崎市 - 西宮市 - 芦屋市 - （神戸市東灘区）
- 国道176号 （池田市） - 川西市 - 宝塚市 - 西宮市 - （神戸市北区） - 三田市 - （丹波篠山市）

道の駅
- 道の駅いながわ - 猪名川町の兵庫県道12号川西篠山線沿いにある。

### 港湾
- 尼崎西宮芦屋港 - 旅客航路は1998年（平成10年）に甲子園高速フェリー（西宮 - 津名）が廃止されてからは存在しない。

## 教育
私立中学校・高等学校に関しては全国有数の密集地域となっている。県立高等学校の学区は長らく尼崎市・西宮市・宝塚市・芦屋市がそれぞれ1市単独、伊丹市・川西市・猪名川町が伊丹学区を形成し、三田市が篠山市、丹波市とともに丹有学区に含まれていた。尼崎市、西宮市、宝塚市は1953年（昭和28年）、伊丹市、川西市、猪名川町は1970年（昭和35年）より公立高校入試において総合選抜を実施した。(2010年(平成22年)までに全廃。)また、芦屋市は学区内の人口が極端に少なく小学区制だった。(2005年(平成17年)に神戸第一学区に統合され神戸第一・芦屋学区となる。)2015年（平成27年）度、学区再編が行われ、芦屋市のみ神戸市と同じ第1学区となる他は第2学区（旧丹有学区の丹波篠山市・丹波市も含む）に統合された。

### 大学・短期大学
阪神間には国公立大学は設置されておらず、以下はいずれも私立大学である。
大学
- 芦屋大学
- 大阪青山大学（川西市）[注 4]
- 大手前大学（西宮市・伊丹市）
- 関西学院大学（西宮市・三田市）
- 神戸女学院大学（西宮市）
- 甲子園大学（宝塚市）
- 園田学園女子大学（尼崎市）
- 宝塚大学
- 宝塚医療大学
- 兵庫医科大学（西宮市）
- 武庫川女子大学（西宮市）

短期大学
- 芦屋学園短期大学
- 大阪青山短期大学（川西市）
- 大阪芸術大学短期大学部（伊丹市）[注 5]
- 大手前短期大学（伊丹市）
- 聖和短期大学（西宮市）
- 甲子園短期大学（宝塚市）
- 産業技術短期大学（尼崎市）
- 園田学園女子大学短期大学部
- 東洋食品工業短期大学（川西市）
- 湊川短期大学（三田市）
- 武庫川女子大学短期大学部（西宮市）

### 大学校
- 海技大学校（芦屋市、海技教育機構設置）

### 図書館
全市町の公立図書館が阪神地区公共図書館協議会を構成しており、阪神南県民センター・阪神北県民局管内の居住者を対象に相互利用を実施している。
- 尼崎市立図書館
  - 中央図書館
  - 北図書館
- 西宮市立図書館
  - 中央図書館（西宮市教育文化センター）
  - 北部図書館
  - 鳴尾図書館
  - 北口図書館
- 芦屋市立図書館
  - 打出分室
  - 大原分室

- 伊丹市立図書館
  - 南分館
  - 北分館
  - 神津分館
- 宝塚市立図書館
  - 中央図書館
  - 西図書館
- 川西市立中央図書館
- 三田市立図書館
  - 本館
  - ウッディタウン分館
  - 藍分室
- 猪名川町立図書館

## マスメディア
放送は近畿広域圏に準じるが、全域で県域放送のサンテレビが視聴可能である。また、ほとんどの区域では大阪府の府域放送であるテレビ大阪が視聴可能であるが、三田市や猪名川町の北部ではケーブルテレビに加入しないと視聴が困難な区域がある。

### 新聞・通信
阪神間を地盤とするローカル紙は存在しない。兵庫県の県域紙である神戸新聞は県内の他地域に比べて阪神間ではややシェアが低く、2015年（平成27年）1月時点の集計では西宮・芦屋・川西で朝日新聞、尼崎・伊丹・宝塚・三田で読売新聞が1位となっている（猪名川町は合売のため全国紙のデータ無し）。
取材網では神戸新聞が2総局3支局を設置しているが、朝日新聞もエリア内に5支局（阪神と三田が統括支局相当）を設置している。朝日新聞阪神支局は1987年（昭和62年）の赤報隊事件により記者が殉職したことで知られる。総局・統括支局の多くは西宮市に「阪神」の名称で置かれているが、毎日新聞と時事通信は尼崎市に阪神支局を設置している。
総支局
通信部は省略。
- 神戸新聞社 - ★は総局。
  - ★阪神（西宮）、尼崎、伊丹、宝塚、★北摂（三田）
- 朝日新聞大阪本社（神戸総局管内） - ☆は統括支局相当。
  - ☆阪神（西宮）、尼崎、宝塚、川西、☆三田
- 毎日新聞大阪本社
  - 阪神（尼崎）
- 読売新聞大阪本社（神戸総局管内）
  - 阪神（西宮）、三田
- 産経新聞大阪本社（神戸総局管内）
  - 阪神（西宮）
- 時事通信社（神戸総局管内）
  - 阪神（尼崎）

共同通信社はエリア内に支局が無く、神戸支局（大阪支社管内）西宮通信部がエリア内の取材を担当している。日本経済新聞社では神戸支社（大阪本社管内）が取材を担当している。

### ケーブルテレビ
- ベイ・コミュニケーションズ（尼崎市・西宮市・伊丹市） ※本社は大阪市福島区

暫定措置としながらもKBS京都テレビの区域外再送信を実施している。
- ジェイコムウエスト
  - J:COM 宝塚・川西（宝塚市・川西市・三田市・猪名川町）
  - J:COM 神戸・芦屋（芦屋市） ※事業所は神戸市東灘区

KBS京都テレビの区域外再送信は実施していない。
- eo光テレビ（全域）

KBS京都テレビの区域外再送信は実施していない。

### コミュニティFM
HONEY FM以外の4局はラジネットひょうごに加盟している。
- エフエムあまがさき（FMあいあい）
- 伊丹コミュニティ放送（ハッピーFMいたみ）
- さくらFM
- エフエム宝塚（ハミングFM宝塚）
- エフエムさんだ（HONEY FM）